# Wintonotitan wattsi
Wintonotitan wattsi es la única especie conocida del género extinto Wintonotitan (“titán de Winton”) de dinosaurio saurópodo titanosauriforme, que vivió a mediados del período Cretácico, hace aproximadamente 95 millones de años, en el Cenomaniense, en lo que es hoy Australia. Conocido por restos postcraneales encontrados en la Formación Winton de Queensland, Australia.
Los fósiles que ahora se encuentran bajo el nombre de Wintonotitan fueron encontrados en 1974 por Keith Watts. En ese tiempo, los especímenes fueron asignados a Austrosaurus sp., Austrosaurus era el único saurópodo cretáceo nombrado en Australia.  Estos fósiles se catalogaron como QMF 7292, consistiendo en una escápula izquierda, mucho de los miembros anteriores, y vértebras de la espalda, caderas y cola, parte de la pelvis derecha, costillas, cheurones, y fragmentos sin identificar. QMF 7292 fue establecido como holotipo de Wintonotitan en 2009 por Scott Hocknull y sus colegas. La especie tipo es W. wattsi, haciendo honor a su descubridor original. El análisis filogenético encuentra a Wintonotitan para ser un titanosauriforme basal, en parte es comparable con Phuwiangosaurus.
QMF7292 fue encontrado a 60 kilómetros al noroeste de Winton, cerca de la estación Elderslie. Un segundo espécimen, QMF10916, consiste de vértebras caudales aisladas, encontradas en Chorregan. Ambos pertenecen a las capas más bajas de la Formación Winton, datada a finales del Albiano. QMF 7292 fue encontrado en arenisca interpretada como un banco de un río. En el mismo sitio se han encontrado fragmentos de peces, dientes de terópodos, y una variedad de plantas, incluyendo ramas, conos, y hojas. La Formación Winton posee una fauna de bivalvos, gastrópodos, insectos, el pez pulmonado Metaceratodus, tortugas, el cocodrilo Isisfordia, pterosaurios, y varios tipos de dinosaurios, como el terópodo  Australovenator, el saurópodo Diamantinasaurus, y un anquilosauriano y un hipsilofodóntidos sin nombre. Los huesos de Wintonotitan se distingue de Diamantinasurus debido a que los de Wintonotitan no son tan robustos. Las plantas conocidas de la formación incluyen helechos, ginkgos, gimnospermas y angiospermas. Como otros saurópodos, Wintonotitan fue un gran cuadrúpedo herbívoro que medía alrededor de 16 metros de largo.